# Marienschule Bielefeld
Die Marienschule Bielefeld (auch Marienschule der Ursulinen) ist ein vierzügiges katholisches Gymnasium in Bielefeld mit ca. 1000 Schülern. Die im Jahr 1946 gegründete Schule ist eine staatlich anerkannte Ersatzschule in Trägerschaft der Stiftung Marienschule der Ursulinen. Die Schule versteht sich als eine „katholische Schule mit ökumenischem Profil“, sie strebt eine „Vermittlung von Erziehung und Bildung in einem christlichen Horizont“ an.
Bis 1971 war das Gymnasium eine Mädchenschule.

## Bekannte Ehemalige
- Anja Blacha
- Heinz-Günter Bongartz
- Kai Diekmann
- Angelika Dopheide
- Anja Feldmann
- Aho Shemunkasho
- Gernot Sydow[4]

## Sonstiges
Im Jahr 2014 wurde der an der Marienschule tätige Lehrer Ludmar Gunst mit dem Deutschen Lehrkräftepreis ausgezeichnet.
Der ehemalige CDU-Politiker Elmar Brok ist Mitglied im Stiftungsvorstand der Marienschule.
Im Juni 2023 leiteten Polizei und Staatsanwaltschaft auf Grundlage von Zeitungsberichten, nach denen sich mehrere Eltern mit Vorwürfen an die Schule gewandt hatten, von Amts wegen Ermittlungen wegen sexuellen Missbrauchs gegen einen Lehrer der Marienschule ein; im Juli stellte die Schule Strafanzeige gegen den Lehrer. Die Schulleitung war zunächst kritisiert worden, da sie auch Tage nach Bekanntwerden der Vorwürfe, entgegen vorheriger Ankündigungen in einem Elternbrief, keine Anzeige erstattet hatte. Im Oktober wurde das Verfahren aufgrund der Verjährung der mutmaßlichen Taten eingestellt.